# Пирсагат (Аджикабульский район)
Пирсагат (азерб. Pirsaat) — поселок в Пирсагатском административно-территориальном округе Аджикабульского района Азербайджана.

## Этимология
Поселок получил название от реки Пирсаат, протекающей неподалёку.

## История
Основано в 1903 году со строительством железной дороги.
В 1926 году согласно административно-территориальному делению Азербайджанской ССР поселок относился к дайре Али-Байрамлы Сальянского уезда.
Входил в Карасуинский район Азербайджанской ССР. Позже район упразднен, поселок вошёл в состав Али-Байрамлинского района, но в 1939 году поселок передан в состав Кази-Магомедского района.
4 декабря 1959 года Кази-Магомедский район ликвидирован, а село передано в состав Али-Байрамлинского района.
Согласно административному делению 1961 года поселок при ж/д станции Пирсагат входил в Навагинский сельский совет Али-Байрамлинского района Азербайджанской ССР, а с 4 января 1963 года поселок находился в составе Сальянского района.
24 апреля 1990 года поселок передан в состав новообразованного Аджикабульского района.
В 1999 году в Азербайджане была проведена административная реформа и внутри Навагинского административно-территориального округа был учрежден Навагинский сельский муниципалитет Адижкабульского района.
В 2010 году поселок Пирсагат выделен в отдельный Пирсагатский административно-территориальный округ, но не смотря на это, остался в Навагинском сельском муниципалитете.

## География
Село находится в 10 км от райцентра Аджикабул и в 101 км от Баку. Через поселок проходит дорога международного значения Баку—Алят—Тбилиси. В селе расположена железнодорожная станция Пирсагат.
Село находится на высоте 68 метров над уровнем моря.

## Население
| Численность населения | Численность населения |
| 1999                  | 2009                  |
| --------------------- | --------------------- |
| 775                   | ↗993                  |

## Климат
| Показатель                                             | Янв. | Фев. | Март | Апр. | Май  | Июнь | Июль | Авг. | Сен. | Окт. | Нояб. | Дек. | Год  |
| ------------------------------------------------------ | ---- | ---- | ---- | ---- | ---- | ---- | ---- | ---- | ---- | ---- | ----- | ---- | ---- |
| Средний суточный максимум, °C                          | 6,5  | 7,2  | 10,4 | 18,0 | 23,8 | 28,8 | 32,1 | 32,4 | 27,0 | 20,5 | 16,4  | 8,9  | 19,4 |
| Средняя температура, °C                                | 3,2  | 3,9  | 6,6  | 13,2 | 18,5 | 23,4 | 26,4 | 26,3 | 21,9 | 16,2 | 12,5  | 5,4  | 14,8 |
| Средний суточный минимум, °C                           | −0,1 | 0,6  | 2,9  | 8,5  | 13,3 | 18,1 | 20,8 | 20,2 | 16,9 | 11,9 | 8,7   | 1,9  | 9,8  |
| Норма осадков, мм                                      | 24   | 25   | 32   | 41   | 28   | 21   | 10   | 10   | 20   | 35   | 30    | 26   | 302  |
| Источник: http://en.climate-data.org/location/992259/6 |      |      |      |      |      |      |      |      |      |      |       |      |      |

Среднегодовая температура воздуха в городе составляет +14,8 °C. В селе полупустынный климат.

## Инфраструктура
В селе расположены средняя школа, библиотека, врачебный пункт.